# 1795 en santé et médecine
| Années de la santé et de la médecine : 1792 - 1793 - 1794 - 1795 - 1796 - 1797 - 1798    |
| Décennies de la santé et de la médecine : 1760 - 1770 - 1780 - 1790 - 1800 - 1810 - 1820 |

Cet article présente les faits marquants de l'année 1795 en santé et médecine.

## Événements
- Prenant en compte plusieurs critères (modification du goût, coût important et piètres qualités nutritives des produits salés, séchés, fumés et confits), Nicolas Appert (1749-1841) met au point le procédé qui rend possible la mise en conserve (appelée appertisation) des aliments, soit soixante ans avant Louis Pasteur et la pasteurisation.

- 21 juin : Jean Goulin (1728-1799) est nommé professeur titulaire pour l'Histoire de la médecine de la Faculté de médecine de Paris[1].

- Philippe Pinel (1745-1826) est nommé à l'hôpital de la Salpêtrière, où Jean-Baptiste Pussin (1745-1811) le rejoint[2].
- Michel-Augustin Thouret (1749-1810) est nommé directeur de l’École de Santé de Paris[3].
- À Montpellier, le conservatoire d’anatomie est créé parallèlement à l’ouverture de l’École de santé[4].

## Publications
- Pierre Roussel  (1742-1802) : Système physique et moral de la femme[5].

## Naissances
- 15 février : Pascal Monard (mort en 1874), chirurgien militaire et botaniste français.
- 18 mai : Alfred Velpeau (mort en 1867), anatomiste et chirurgien français.
- 5 juin : Jean-Baptiste Félix Descuret (mort en 1871), éditeur scientifique, écrivain et médecin français.
- 13 novembre : Ulysse Trélat (mort en 1879), médecin et homme politique français.

## Décès
- 9 juin : François Chopart (né en 1743), chirurgien français[6].
- 21 septembre : Pál Adámi (né en 1739), médecin, zoologiste et vétérinaire hongrois.
- 29 novembre : Friedrich Albrecht Anton Meyer (né en 1768), médecin et naturaliste allemand[7].